# フランス・ブロム

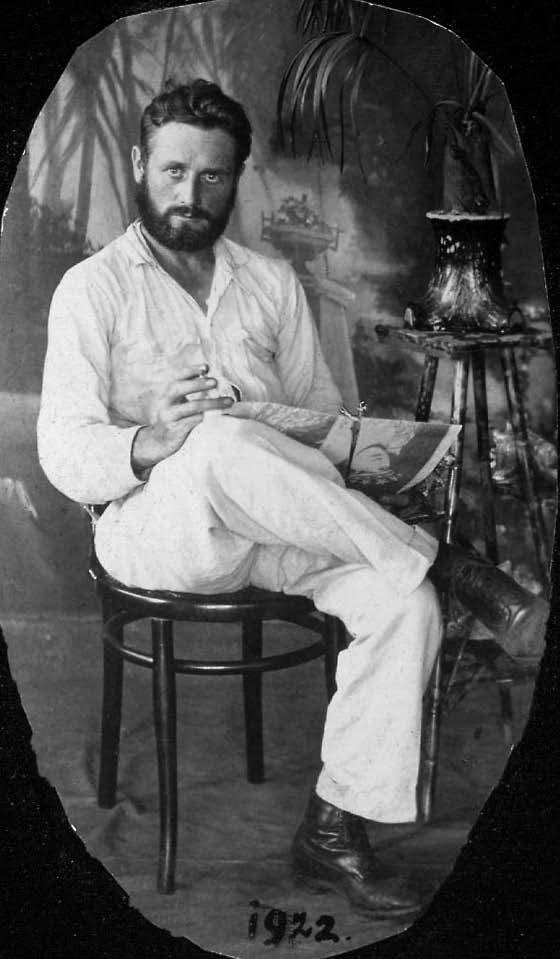
フランス・ブロム、1922年

フランス・ブロム（Frans Blom、デンマーク語: Frants Ferdinand Blom、1893年8月9日 - 1963年6月23日）は、デンマークの探検家、考古学者、マヤ研究者。

## 生涯
ブロムはコペンハーゲンで生まれた。1920年、26歳でメキシコにわたり、石油探索のための探検を行ったが、マヤ文明に興味を持ったことからアメリカ合衆国に移ってハーバード大学で考古学を学んだ。
1922年、ブロムは彼の最初の考古学調査を行った。対象はタバスコ州マクスパナ (Macuspana) のラガルテロ遺跡だった。1923年には新設のメキシコ国立人類学歴史学研究所(INAH)の後援によってパレンケの発掘を行った。
1924年からテュレーン大学の中央アメリカ研究所(MARI)のフィールド調査の長、1926年から1940年まで同研究所長をつとめ、その間数回にわたってメキシコと中央アメリカのマヤ地域の考古学的調査隊を率いた。1924年にはワシャクトゥンのグループEが天文観測の施設であることを発見した。1925年にはオリヴァー・ラファージと共同で調査を行い、オルメカ最大の遺跡であるラ・ベンタを発見、コマルカルコの調査を行った。1930年にはウシュマルの「尼僧院」を調査し、また周辺の建造物や石碑を新たに発見・記録した。
ブロムはさらなる調査が可能になるように基金を創設しようとしたが失敗した。1932年の結婚も失敗で、妻はブロムの仕事に興味を示さなかった。ブロムは酒に溺れ、その結果研究所から去ることになった。
ブロムは再びメキシコに住み、チアパス州政府やINAHの支援によって調査を続けた。またスイス人の写真家・ジャーナリストであるゲルトルーデ・デュービーに出会って再婚した。ブロム夫妻はチアパス州サン・クリストバル・デ・ラス・カサス郊外の修道院跡を改築して「カサ・ナ・ボロム」（ジャガーの家）と名付け、そこに住んだ。ナ・ボロムは次第に小さな研究センターになっていった。ラカンドン族を調査し、夫妻の共著で『ラカンドンの森』(La Selva Lacandona, 1955, 2冊)を出版した。
1963年にサン・クリストバル・デ・ラス・カサスで没した。ナ・ボロムは現在博物館になっている。